# رومن فورست، تگزاس
رومن فورست (به انگلیسی: Roman Forest) یک شهر در ایالات متحده آمریکا است که در شهرستان مونتگومری، تگزاس واقع شده‌است. رومن فورست ۳٫۸ کیلومتر مربع مساحت و ۱٬۵۳۸ نفر جمعیت دارد و ۳۲ متر بالاتر از سطح دریا واقع شده‌است.